# أليكس بردون
أليكس بردون (بالإنجليزية: Alex Burdon)‏ هو لاعب اتحاد الرغبي أسترالي، ولد في 31 مارس 1879 في Glebe, New South Wales ‏ في أستراليا، وتوفي في 13 ديسمبر 1943 في Branxton, New South Wales ‏ في أستراليا.

## وصلات خارجية
- أليكس بردون عل موقع إسبنسكروم (الإنجليزية)